# Un viaggio di tutto riposo
Un viaggio di tutto riposo (Milk Run) è un racconto fantascientifico del 1959 scritto da Robert Sheckley.

## Trama
Richard e Frenk proprietari della AAA ASSO. Servizio interplanetario di decontaminazione cercando di fare un po' di soldi, accettano di trasportare tre diversi tipi di razze aliene, in un unico veicolo spaziale (pilotato da Gregor). I requisiti di habitat per le tre specie risultano essere severamente incompatibili tra loro. Gregor riuscirà sopravvive a malapena al viaggio. Giunto a un passo dalla destinazione, nell'impossibilità di scaricare la merce, decide di tornare alla base.

## Edizioni
- Robert Sheckley, Pianeta Sheckley. 3 romanzi di spazio e tempo.